# Magnificat (Kilar)
Wojciech Kilar componeerde zijn Magnificat voor sopraan, tenor, bas, koor en symfonieorkest in 2006. Het is zijn tweede grote mis na zijn Mis voor de vrede uit 2000. Kilar componeerde een klassiek liturgisch Magnificat, waarbij hij zijn eigen stijl verder perfectioneerde en terugkeerde naar zijn katholieke geloof. Zijn stijl bestaat uit een mengsel van klassieke muziek uit de barok, romantiek, Poolse volksmuziek en een vleugje minimal music.
Zijn Magnificat heeft de standaard delen en begint met een instrumentale inleiding:
1. Magnicifat (koor)
2. Magnificat anima mea Dominum (sopraan)
3. Quia respexit humilitatem (sopraan, koor)
4. Qui fecit mihi magna (sopraan, bas, koor)
5. Fecit potentiam (koor)
6. Esurientes implevit bonis (sopraan, tenor, bas)
7. Suscepit Israel (sopraan, tenor, bas, koor)

De première werd verzorgd in 2006 in Warschau in de Heilig-Kruiskerk door Antoni Wit met zijn Pools Nationaal Radio-Symfonieorkest en onderstaande solisten ter herdenking van de Grondwet van 3 mei 1791 215 jaar eerder, toegang gratis. Het onderstaande ensemble verzorgde de première in Silezië op 9 mei 2007.

## Bron en discografie
- Uitgave Dux: Koor en symfonieorkest van Silezië o.l.v. Miroslaw Jacek Blaszczyk; Izabella Klosinska (sopraan); Tomaxz Krzysica (tenor), Piotr Nowacki (bas)